# Are You Scared 2
Are You Scared 2 é um filme de ação produzido nos Estados Unidos, dirigido por John Lands e lançado em 2009 pela Louisiana Media Services. Foi protagonizado por Adrienne Hays, Adam Busch, Tristan Wright, Chad Guerrero, Kathy Gardiner, Andrea Monier, Hannah Guarisco, Tony Todd, Katherine Rose, Mark Lowry, Dallas Montgomery, Robin Zamora e Laura Buckles.